# پاپ نیکلاس یکم
پاپ نیکلاس یکم (به انگلیسی: Nicholas I) یکی از پاپ‌های کلیسای کاتولیک رم بود که از ۸۵۸ تا ۸۶۷ میلادی پاپ بود.